# Feuerwehr Bogotá
Die Berufsfeuerwehr Bogotá (span. Unidad Administrativa Especial Cuerpo Oficial de Bomberos Bogotá, Distrito Capital, deutsch Spezielle Verwaltungseinheit der Berufsfeuerwehr Bogotá, Hauptstadtdistrikt) ist die Berufsfeuerwehr der kolumbianischen Hauptstadt Bogotá. Zusätzlich gibt es die Freiwillige Feuerwehr (spanisch Cuerpo de Bomberos Voluntarios de Bogotá, deutsch Korps der Freiwilligen Feuerwehr von Bogotá). Das primäre Einsatzgebiet der Feuerwehren ist der Hauptstadtdistrikt Bogotá.

## Berufsfeuerwehr

### Geschichte
Nachdem ein Großbrand am 7. Dezember 1889 an der Kreuzung Carrera 7 und Calle 13 ein Großteil des Platzes zerstört hatte und die Militär-Feuerwehr hoffnungslos zuschauen musste, wurde am 18. Mai 1895 die Feuerwehr gegründet. Diese war dann die erste „richtige“ Feuerwehr Kolumbiens. Zur damaligen Zeit hatte sie 25 ehemalige Polizisten und eine Feuerwache im Stadtbezirk La Candelaria. Am 27. Dezember 1919 wurde offiziell die Berufsfeuerwehr gegründet. Nach dem Zweiten Weltkrieg, am 19. Juli 1950 folgte eine zweite Feuerwache für den Norden der Stadt; damals hatte die Stadt ca. 700.000 Einwohner. Beide Feuerwachen zusammen hatten 116 Feuerwehrleute. Im Jahr 1975 wurden erstmals Frauen zur Feuerwehr Bogotá zugelassen und später auch bei den anderen Feuerwehren in Kolumbien. Im Jahr 2006 folgte die Umbenennung in den heutigen Namen. Seit 2012 ist der Präsident der Republik Kolumbien Juan Manuel Santos Leiter der Feuerwehr, im steht zu Feuerwehr-Amtszwecken ein Feuerwehrfahrzeug und persönliche Schutzausrüstung zur Verfügung.

### Allgemeines
Die Feuerwehr hat 18 Feuerwachen, zwei Feuerwehrschulen (eine in Bogotá und eine in Soacha) und eine Leitstelle. Derzeit hat die Feuerwehr etwa 850 Feuerwehrleute im aktiven Dienst und weitere in der Führung und der Leitstelle. Die Feuerwehrleute sind seit 2019 in drei Schichten eingeteilt. Sie ist die einzige Feuerwehr Kolumbiens einer Großstadt, die keinen Rettungsdienst betreibt. Die Feuerwehr Bogotá ist eine von 20 Berufsfeuerwehren und etwa 800 Feuerwehren in Kolumbien.

### Einsätze
Die Feuerwehr hat jährlich circa 36.000 Brand und Hilfeleistungseinsätze aller Arten. Sie übernimmt die Brandbekämpfung, technische Hilfeleistung, Tierrettung, den Umweltschutz, die Brandermittlung, Rettung von Verunglückten, hilft dem städtischen Rettungsdienst bei Großeinsätzen und unterstützt zusammen mit den Streitkräften und der Nationalpolizei landes- und kontinentalweit bei Großeinsätzen wie beispielsweise das Erdbeben 2016 in Ecuador oder das Erdbeben 2010 in Haiti.

## Freiwillige Feuerwehr

### Geschichte
Nachdem ein Brand in einem Lagerhaus am 16. Dezember 1958 insgesamt 82 Menschen in den Tod zog, wollte der Polizei Oberst Alberto Bernal Garcia eine Unterstützung für die Berufsfeuerwehr finden. Er entschied sich für eine Freiwillige Feuerwehr, da diese viel mehr Personal bieten kann als die Berufsfeuerwehr. Somit wurde Anfang 1959 eine Freiwillige Feuerwehr aufgestellt.

### Allgemeines
Die Freiwillige Feuerwehr hat eine Feuerwache in Kennedy. Mit drei Fahrzeugen ist sie eine recht kleine Feuerwehr, es gibt circa. 40 aktive Kräfte. Ausgebildet werden die Feuerwehrleute an den Schulen der Berufsfeuerwehr.

## Gebäude

### Feuerwachen
Über den Nordteil der Stadt (19 der 20 Stadtbezirke) liegen die 17 Feuerwachen der Berufsfeuerwehr und die Feuerwache der Freiwilligen Feuerwehr, welche sich im Einkaufszentrum Plaza de las Americas. Der Südteil (Stadtbezirk Sumapaz) besitzt keine Feuerwache, dieser Teil der Stadt wird aber ebenfalls von der Feuerwehr angefahren. Die 18 Feuerwachen der Berufsfeuerwehr unterteilen sich in 5 Kompanien (span. Companias).
| Kompanie 1            | Kompanie 1                       | Kompanie 1                       | Kompanie 1                      | Kompanie 1                                  |
| --------------------- | -------------------------------- | -------------------------------- | ------------------------------- | ------------------------------------------- |
| 01                    | Chapinero                        | Carrera 9A # 61 – 77             | Candelaria, Chapinero           | R 1, MA 3, ME 19, ME 37                     |
| 13                    | Caobos Salazar                   | Carrera 14B # 146 – 05           | Los Cedros, Usaquén             | ME 3, R 13, ME 17, ME 25                    |
| 14                    | Bicentenario de la Independencia | Carrera 55 # 167 – 51            | San José de Bavaria, Suba       | MA 1, CT 5, R 14, ME 20, MA 2               |
| 18                    | Santa Bárbara                    | Carrera 9 # 113 – 5              | Santa Bárbara, Usaquén          |                                             |
|                       |                                  |                                  |                                 |                                             |
| Kompanie 2            |                                  |                                  |                                 |                                             |
| 06                    | Fontibón                         | Calle 17 # 96G – 20/46           | Fontibón, Fontibón              | MLI 1, CT 3, R 6, ME 15                     |
| 07                    | Ferias                           | Carrera 69J # 72 – 61            | Ferias, Engativá                | CT 4, R 7, ME 11, ME 29                     |
| 12                    | Suba                             | Carrera 92 # 143 – 23            | Suba, Suba                      | R 12, ME 32                                 |
| 15                    | Garcés Navas                     | Carrera 110 # 77 – 24            | Garcés Navas, Engativá          | ME 3, R 13, ME 17, ME 25                    |
|                       |                                  |                                  |                                 |                                             |
| Kompanie 3            |                                  |                                  |                                 |                                             |
| 02                    | Central                          | Calle 11 # 20A – 10              | La Sabana, Mártires             | CT 1, R 2, MA 109, CF 3, X 16, ME 21, ME 36 |
| 04                    | Puente Aranda                    | Calle 20 # 68A – 06              | Granjas de Techo, Puente Aranda | MLI 2, R 4, ME 8, X 25, X 27, ME 34         |
| 05                    | Kennedy                          | Carrera 79 # 41D – 20 Sur        | Carvajal, Kennedy               | R 5, CT 6, MA 1, ME 13, ME 22, X 26         |
| 17                    | Centro Histórico                 | Calle 9 # 3 – 12 Este            | Candelaria, La Candelaria       | ME 4, ME 15, R 17                           |
|                       |                                  |                                  |                                 |                                             |
| Kompanie 4            |                                  |                                  |                                 |                                             |
| 03                    | Restrepo                         | Av Cra 27 # 19A – 10 Sur         | Restrepo, Rafel Uribe Uribe     | CT 2, ME 30                                 |
| 09                    | Bellavista                       | Diagonal 36 Sur No. 10 – 01 Este | San José, San Cristóbal         | R 3, X 14, ME 18, ME 20                     |
| 10                    | Marichuela                       | Carrera 14B # 76A -25 Sur        | El Refugio, Usme                | R 10, ME 12, ME 31                          |
|                       |                                  |                                  |                                 |                                             |
| Kompanie 5            |                                  |                                  |                                 |                                             |
| 08                    | Bosa                             | Cra. 80J # 70C – 28 Sur          | Bosa Central, Bosa              | R 8, ME 27                                  |
| 11                    | La Candelaria                    | Diagonal 62B Sur # 72 – 61       | San Francisco, Ciudad Bolívar   | X 15, ME 24, ME 33                          |
| 16                    | Venecia                          | Carrera 49 # 48 – 02 Sur         | Venecia, Tunjuelito             | R 15, ME 35                                 |
|                       |                                  |                                  |                                 |                                             |
| Freiwillige Feuerwehr |                                  |                                  |                                 |                                             |
| BV                    | Bogotá                           | Calle 8 Sur No 70B – 90          | Américas, Kennedy               | ME, ME, X                                   |

Erklärung der Abkürzungen:
ME (span. Máquina Extintora, dt. Löschfahrzeug), MA (span. Máquina Altura, dt. in etwa Drehleiter), M (span. Máquina, dt. unbekannt), X (span. wahrscheinlich Pick-Up, dt. Pick-Up), CT (span. Carro Tanque, dt. Tanklöschfahrzeug), CF unbekannt, MLI unbekannt, R (span. wahrscheinlich Rescate, dt. Rüstwagen)

### Feuerwehrschulen
Die Feuerwehr Bogotá hat zwei Feuerwehrschulen. Eine an der Feuerwache 2 und einer bei der Berufsfeuerwehr Soacha. Die Zentrale Akademie der Feuerwehr Bogotá (span. Academia Central de Bomberos Bogotá) wurde 1990 gegründet. Die Schule kann von allen Feuerwehrleuten Kolumbiens genutzt werden. Auf der Schule werden einige Lehrgänge als auch Fortbildung angeboten wie Gasexplosion, Schaumeinsätze oder USAR. Die Akademie der Feuerwehr (span. Academia de Bomberos) ist eine Feuerwehrschule in Soacha, untersteht aber der Berufsfeuerwehr Bogotá. Auf der Akademie können hauptsächlich Gebäudeeinsätze wie Hausbrände, Erdbeben oder Höhen- und Tiefenrettung geübt werden. Beide Schulen bilden nach NFPA aus.

### Leitstelle
Die Leitstelle (span. Central de Comunicaciones) ist auf der Feuerwache 4 beheimatet und hat einen Personalstand von 12 Disponenten und einer Disponentin. Die Leitstelle nimmt die circa 100 Feuerwehreinsätze pro Tag an, disponiert die Einheiten zur Einsatzstelle und hilft bei der Lageerkundung durch Satellitenbilder und Straßenkarten. Die Leitstellenbesatzung unterhält den Einsatzleitwagen, der ebenfalls auf der Feuerwache 4 stationiert ist.

## Fahrzeuge
Die Feuerwehr Bogotá hat derzeit ca. 120 Fahrzeuge, bis zum Jahr 2020 ist die Ersetzung des ganzen Fuhrparks geplant. Fahrgestelle sind oft US-amerikanische Fahrzeuge. Neben Lastkraftwagen gibt es auch drei Transporter als Mannschaftstransportfahrzeug und Brandermittlungsfahrzeug sowie eine Vielzahl an Pick-Ups.

### Löschfahrzeuge

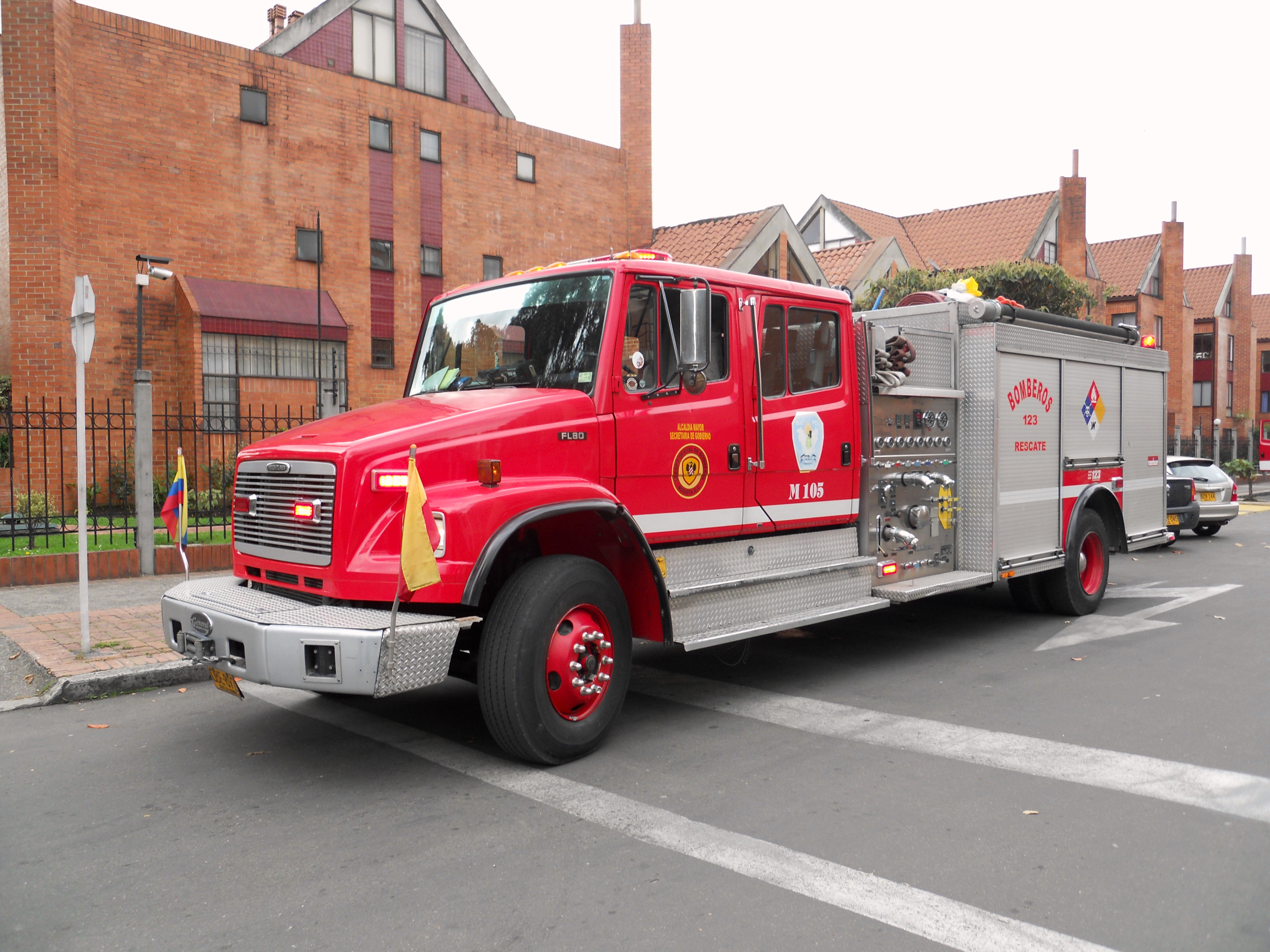
Máquina 105
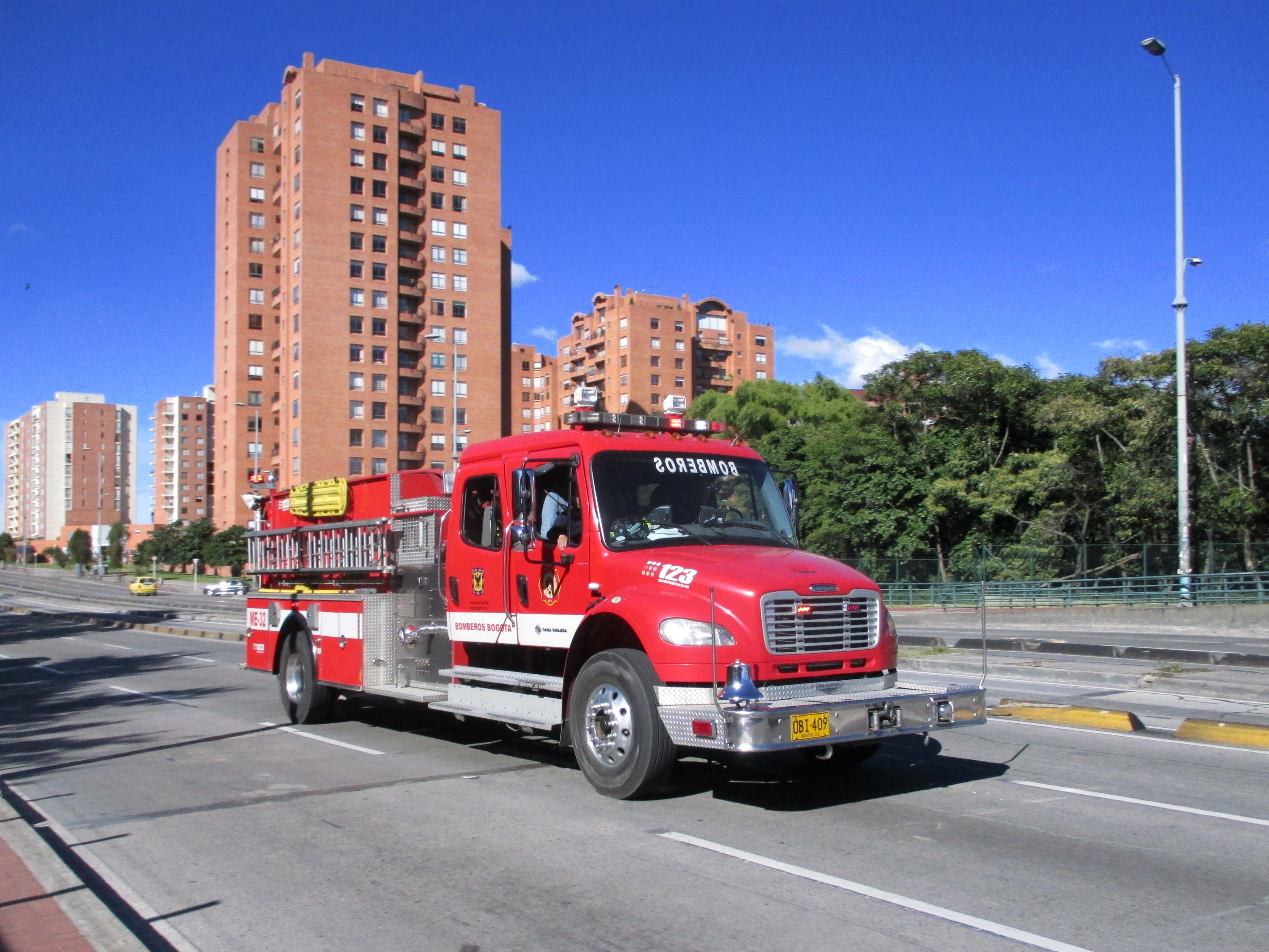
Máquina 32
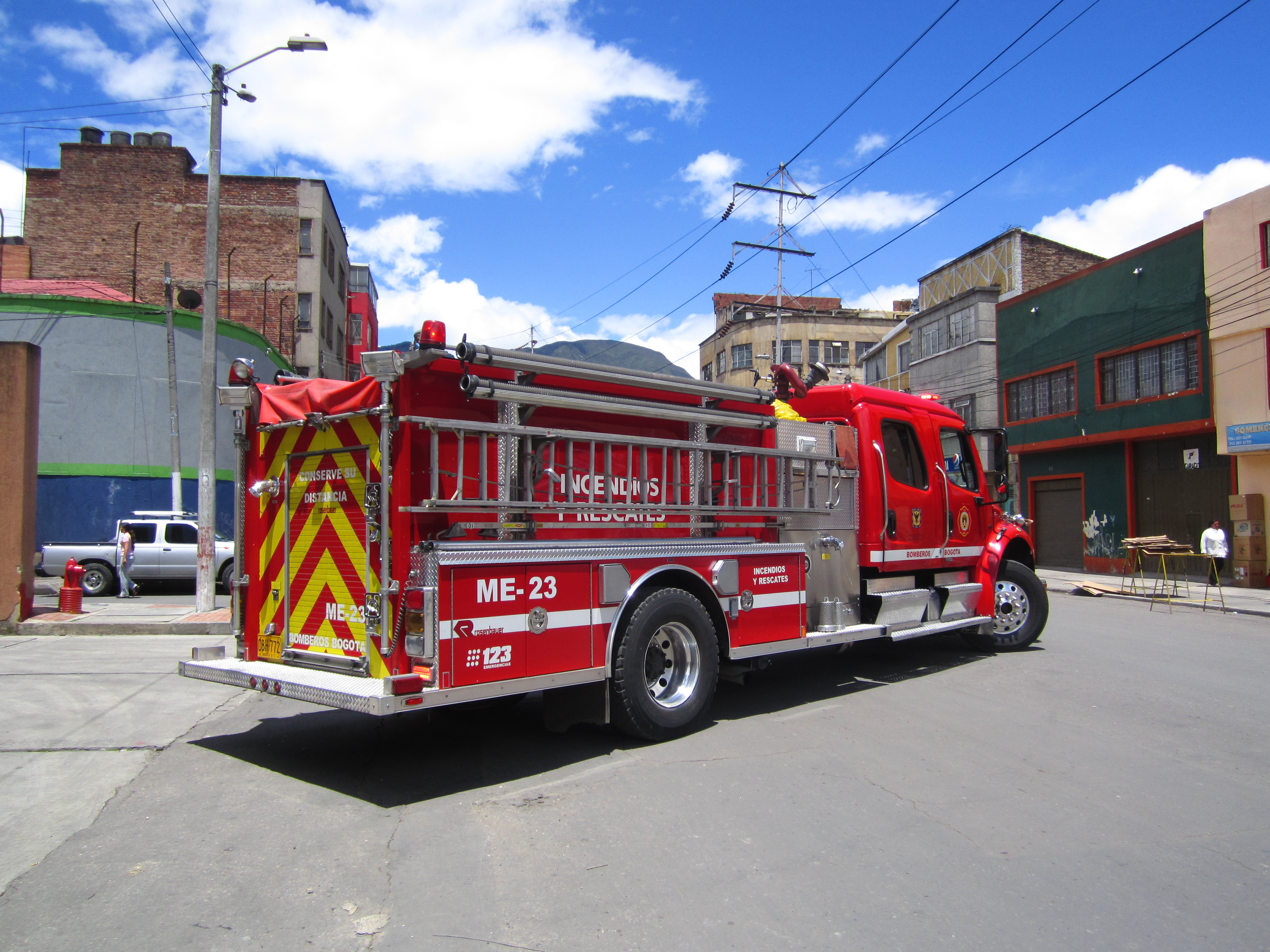
Máquina 23 (von hinten)
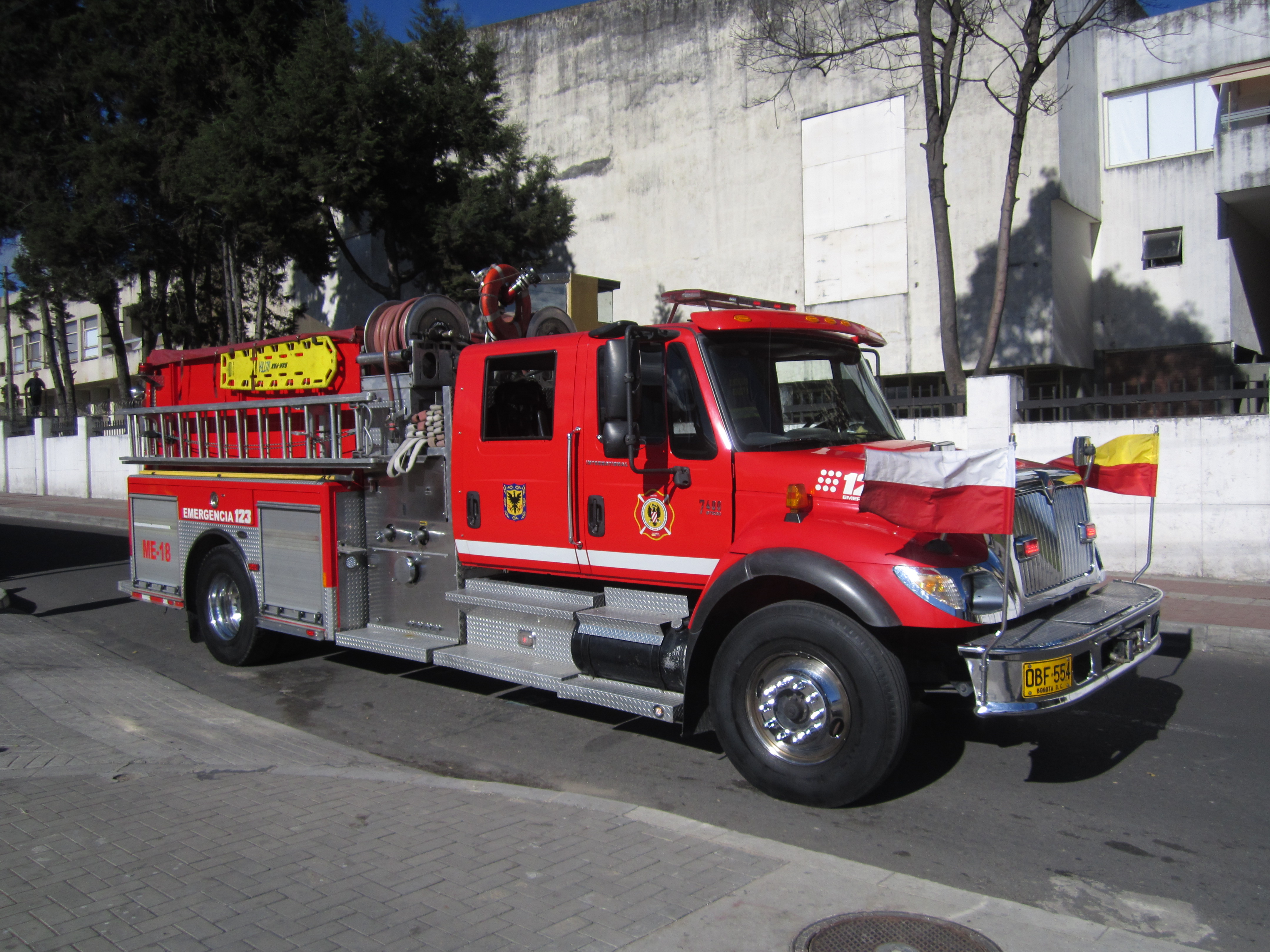
Máquina 18

Die UAECOB Bogotá hat eine Vielzahl an Löschfahrzeugen. Es gibt drei Arten von Löschfahrzeugen ein 4x4, ein 4x2 und ein 4x2-Materiales Peligrosos (deutsch: 4x2-Gefahrenstoffe). Das 4x4 hat ein Allrad Antrieb und einen Wassertank von 330 Gallonen (1250 Liter). Die 4x2 haben einen Straßenantrieb, einen Wassertank von 1.000 Gallonen (3785 Liter) und Material zur technischen Hilfeleistung wie beispielsweise Spreizer und Rettungsschere. Zusätzlich besitzt der 4x2-Materiales Peligrosos umfangreiche Materialien zur Dekontamination, Strahlenmessung und Gefahrenstoffbeseitigung.

### Hubrettungsfahrzeuge
Derzeit hat die Feuerwehr vier Drehleitern und ein Gelenkmast. Vier von ihnen sind US-amerikanischen Fahrzeuge (Feuerwache 1 [Drehleiter 3], Feuerwache 2 [Drehleiter 109 und Gelenkmast], Feuerwache 5 [Drehleiter] und Feuerwache 14 [Drehleiter]) und ein altes deutsches Fahrzeug (Feuerwache 5 [Drehleiter 1]) dieses wird voraussichtlich im Oktober 2016 durch eine neue US-Drehleiter ersetzt die alte deutsche Drehleiter verbleibt aber bei der Feuerwehr Bogotá.

### Pick-Ups
Die Berufsfeuerwehr verfügt über eine Vielzahl an Pick-Ups. Pick-Ups sind der Grundbaustein der kolumbianischen Feuerwehr, da sie für alle Einsatzarten verwendet werden können. In Bogotá transportieren sie die Spezialeinheiten oder agieren als Reserve Löschfahrzeug oder Unterstützungslöschfahrzeug bei Großbränden für die Freischicht. Die Beladungen können durch ein Wechselsystem ausgetauscht werden.

### Weitere Fahrzeuge
Die Feuerwehr verfügt über einige weitere Fahrzeuge wie GTLFs (2.000 – 5.000 Gallone), Radlader, zwei Mannschaftstransportfahrzeuge, einen Kran, einen Einsatzleitwagen, ein Tierrettungsfahrzeug, 30 Vorausrüstwagen, ein Geländelöschfahrzeug und weitere Sonderfahrzeuge.

## Spezialeinheiten

### Waldbrandbekämpfung
Die Aufgabe der Grupo de Incendios Forestales besteht darin Waldbrände zu bekämpfen, ihre Ursachen zu ermitteln und neue Löschmethoden für die Waldbrandbekämpfung zu entwickeln.

### USAR
Die Aufgabe der Grupo de Búsqueda y Rescate Urbano besteht darin, verschüttete Menschen und Tiere zu finden sowie bei Erdbeben mit leistungsstarken Mitteln Hilfe zu leisten. Die Gruppe kann weltweit im Rahmen von UN-Einsätzen oder auf Wunsch der Länder verwendet werden.

### Hundeeinheit
Die Aufgabe der Grupo Canio ist nicht nur die klassische Rettung nach vermissten oder verschütteten Personen, sondern auch das Aufspüren von Brandbeschleunigern beim Verdacht von Brandstiftung.

### Wasserrettung
Die Aufgabe der Grupo de Rescate y Salvamento Acuático ist die Wasserrettung und Bereitstellung von Tauchern für die Polizei. Die Einheit wird auch außerhalb Bogotás verwendet.

### Umweltschutz
Die Aufgabe der Grupo Especializado MATPEL-REC ist der allgemeine Umweltschutz. Sie misst Strahlenwerte, nimmt Kraftstoffe und Gefahrgut auf, bindet Öl, dekontaminiert Personen, behandelt kontaminierte Verletzte und sichert den Umweltschutz.

### Brandermittlung
Die Feuerwehr untersucht mit der Grupo de Investigación de Incendios Brände auf ihren Auslösungsgrund und die Ausbreitung. Ebenfalls entwickelt sie neue Löschmethoden, sowohl für die Feuerwehr als auch für Privatpersonen.

### Rettung von Einsatzkräften
Die Feuerwehr hat eine Spezialeinheit zur Rettung von vermissten oder verunglückten Feuerwehrleuten. Die Einheit wird von den Feuerwehrleuten „Helden Retter“ genannt. Die „Helden Retter“ fahren generell bei jedem größeren Einsatz mit raus.

## Fernsehserie
Die Serie Línea de Fuego des kolumbianischen Sender Canal Capital beschreibt die Aufgaben der Feuerwehr und zeigt in 26 Episoden die Arbeit der Feuerwehrleute, ihre Geschichte und Großeinsätze wie die Katastrophe von Armero oder einen Industriebrand in Fontibón.
Seit Mitte 2016 betreibt die Feuerwehr die Serie Bomberos Hoy.